# Channa orientalis
Channa orientalis (цейлонський змієголов) — прісноводний вид риб родини Змієголові (Channidae). Належить до групи видів Channa Gachua.
З ідентифікацією виду існують певні проблеми. Типовий зразок не зберігся, а науковий опис базується на малюнку голландського натураліста Л. Т. Гроновіуса (лат. Laurens Theodorus Gronovius), опублікованому у виданні 1763 року. Як типова місцевість зазначена Східна Індія («India orientali»), тобто Південно-Східна Азія. На східне походження вказує й видова назва, яка латиною означає «зі сходу». Проте насправді Channa orientalis є ендеміком Шрі-Ланки, а на території Південної та Південно-Східної Азії живе багато споріднених видів групи Channa Gachua, дуже схожих між собою. Головною й очевидною відмінністю Channa orientalis є відсутність черевних плавців. Тривалий час ця відмінність розглядалася як несуттєва, й назва Channa orientalis поширювалась на різні популяції Channa за межами природного ареалу виду. Іноді невірне застосування наукової назви продовжується, зокрема стосовно C. gachua з Індії.
Крім того, було виявлено, що на Шрі-Ланці існує дві окремі й географічно розділені лінії Channa, що не мають черевних плавців.

## Опис
Channa orientalis іноді згадується як найменший представник родини Channidae. Розмір цієї риби зазвичай не перевищує 10 см завдовжки. Тіло видовжене, гладке, дуже пластичне, майже однакове за висотою по всій довжині, в задній частині стиснуте з боків. Лінії спини та черева прямі, черево плоске. Висота тіла у 8 разів менша за загальну довжину. Відхідник розташований посередині тіла, але трохи ближче до голови.
Голова коротка, округла, сплощена зверху та знизу. Морда тупа, рот дуже широкий, нижня щелепа помітно довша за верхню. Ротова порожнина всіяна рядами дрібних, але дуже гострих зубів. Один ряд з 10—20 більших іклоподібних зубів на нижній щелепі. Очі великі, розташовані в передній частині голови. Пара ніздрів знаходиться між очима. Зяброві отвори широкі й добре відкриті. Як і всі представники роду, Channa orientalis має додатковий орган дихання, розташований у надзябровій порожнині.
Спинний та анальний плавці довгі, мають лише м'які промені. В спинному плавці 30—34 промені. Він починається над основою грудних плавців і продовжується майже до хвостового плавця, довжина основи спинного плавця становить 58,0–59,6 % стандартної (без хвостового плавця) довжини. Анальний плавець також має довгу основу, хоча й не настільки, як спинний, — 36,4–38,8 % стандартної довжини; він має 20—23 промені. Хвостовий плавець короткий, округлий, віялоподібний, складається з розгалужених променів. Грудні плавці округлі, розташовані відразу за зябровими отворами, мають по 13-15 розгалужених променів; їхня довжина дорівнює відстані від краю зябрової кришки до орбіти ока. Черевні плавці відсутні.
Бічна лінія проходить серединою тіла, але ближче до спини й нахилена в напрямку відхідника. Тіло та голова вкриті лусками, виключення становить лише горло. 36—42 луски в бічній лінії.
Основне забарвлення коричневе, темніше на спині, з невиразними темними плямами, які можуть нагадувати поперечні смуги. Боки в самців іноді бувають блакитно-сірими з фіолетовим лиском. На череві забарвлення блідіше. На спинному та хвостовому плавцях переважають блакитні й оранжеві кольори, анальний плавець блакитний, з чорно-білим краєм та чорними променями. Рогівка очей червона. В молодих особин та самок на задньому кінці спинного плавця, над хвостовим стеблом присутня темна пляма, що нагадує око. Репродуктивно активні самки змінюють колір забарвлення з коричневого на відтінки синього.

## Поширення
Суто тропічний вид. Водиться в прісних водоймах Шрі-Ланки. Є ендеміком цього острова. Обмежується так званою «вологою зоною» південно-західної Шрі-Ланки. Усі підтверджені місця існування розташовані в межах басейнів річок Бентота (англ. Bentota) і Келані та лісового заповідника Коттава (англ. Kottawa Forest Reserve) в окрузі Галле, Південна провінція. Розрахункова площа поширення виду становить 14 727 км², а площа відомих місць проживання — 416 км².
Спостерігається постійне скорочення природних середовищ існування виду через швидке розширення сільського господарства, утворення звалищ і накопичення агрохімікатів та промислових відходів, а також видобуток дорогоцінного каміння, проведення лісозаготівельних робіт, будівництво великих дамб і поширення немісцевого інвазійного виду рослин Annona glabra.
Багато джерел вказують величезну територію поширення Channa orientalis — від Афганістану на північному заході до Індонезії на південному сході. Така інформація пов'язана із синонімізацією в минулому Channa gachua та інших представників роду з Channa orientalis.

## Спосіб життя
C. orientalis зазвичай зустрічається на неглибоких затінених ділянках річок з повільною течією, прозорою водою та мулистим або гравійним дном. Проте ці риби добре пристосовуються до різноманітних умов існування, можуть жити в річках, озерах, ставках, гірських струмках, іноді навіть у солонуватих водах. Здатні витримувати застояну й каламутну воду з низьким вмістом кисню. Параметри води: pH 6,0—8,0, твердість 5—19 °dH, температура 23—26 °C, але витримують навіть 36,5 °C.
Зазвичай ховаються серед валунів, корчів та прибережного коріння. Змієголови є хижаками в своїх середовищах існування. C. orientalis харчується переважно комахами та ракоподібними, невеликий відсоток раціону становить риба.
Нерестяться на мілководді. При цьому самець обвиває самку своїм тілом біля поверхні води. Батьківське піклування забезпечують обоє батьків. Самець інкубує ікру в ротовій порожнині, а самка захищає територію навколо. Потомство виводиться за 3-5 днів. Мальки залишаються в роті самця, поки не зможуть виживати самостійно. Самка іноді збирає мальків, що розбіглися, у свою ротову порожнину, після чого повертає дитинчат назад під опіку самця.

## Значення для людини
Для людини цей вид нешкідливий. Має невелике комерційне значення в рибальстві та як акваріумна риба.
На Шрі-Ланці невелика кількість C. orientalis виловлювалась для торгівлі акваріумними рибами, але 2006 року експорт цього виду, зважаючи на природоохоронні заходи, був заборонений. Час від часу C. orientalis доступна в продажу, але, як правило, ціна цих риб буває доволі високою. Проблемою є те, що цей вид часто помилково ідентифікується. В продажу доступні переважно змієголови, виловлені в дикій природі. В неволі їх розводять лише окремі акваріумісти.
В акваріумах тримають декілька варіацій цього виду, зокрема «Kottawa Forest A», «Kottawa Forest B»; їх намагаються тримати окремо.
Риб тримають парами, молодь групою. Акваріум має бути густо засаджений рослинами й мати багато схованок (корчі, велике каміння, гроти тощо). Розмір акваріума — не менше 80—100 літрів. Освітлення має бути слабким, для затінення рекомендується килим з плавучої рослинності на поверхні води. Для запобігання втечі риб, акваріум щільно накривають кришкою.
Витривала риба. Рекомендовані параметри води: температура 20-30 °C, показник pH 5,0–7,5, загальна твердість до 20 °dGH. Фільтрація у великому акваріумі не потрібна.
Найкраще тримати C. orientalis у видовому акваріумі. Дрібних сусідів змієголови розглядатимуть як здобич. Молодь утворює невеличкі зграї, але з віком риби втрачають товариськість, менші або слабші особини зазнають тиску й переслідувань. Після того, як утворилася пара, риби стають ще агресивнішими, можуть завдати сусідам сильних ран або навіть убити їх. У той же час, у стосунках між собою пара зазвичай поводиться мирно.
C. orientalis можна годувати всіма звичайними видами кормів для акваріумних риб, але бажано давати їм живі корми.
Для розведення цих риб важливо підібрати відповідну пару. Найкраще почати з групи з 6-8 молодих особин і дозволити їм самим вибрати собі партнерів. Пару, що утворилася, переселяють до окремого акваріума.
Під час залицяння пара обіймається схоже, як це роблять лабіринтові риби. Ікринки спливають на поверхню, де самець збирає їх до рота. Тривалість виношування залежить від конкретної особини та умов середовища. Самець може випустити мальків через 3-4 дні, а може протримати їх і до 10 днів. Вирощувати потомство нескладно. При цьому краще залишати мальків з батьками, тоді вони ростуть швидше. Батьківський догляд за виводком може тривати кілька тижнів. Самка продукує неплідну ікру, якою харчуються мальки. Вона припиняє це робити, коли молодь досягне розміру близько 4 см.